# Extibacter
Extibacter es un género de bacterias grampositivas de la familia Lachnospiraceae. Actualmente (2022) sólo contiene una especie: Extibacter muris. Fue descrito en el año 2017. Su etimología hace referencia a las entrañas de un animal. El nombre de la especie hace referencia a ratón. Es anaerobia estricta y con forma de bacilos de 3 μm de longitud. Se ha aislado del intestino de un ratón. 